# Cousteau (album)
Cousteau è il primo album dell'omonimo gruppo britannico, pubblicato nel 1999 con etichetta Global Warming e ripubblicato nel 2000 dalla Palm Pictures.

## Tracce
1. Your Day Will Come - 3:25 -  (Moor)
2. Last Good Day of the Year - 5:00 -  (Moor)
3. Mesmer - 5:52 -  (Moor)
4. Jump in the River - 2:54 -  (Moor)
5. How Will I Know - 4:23 -  (Moor)
6. (Shades of) Ruinous Blue - 5:51 -  (Moor)
7. You My Lunar Queen - 3:31 -  (Moor)
8. She Don't Hear Your Prayer - 4:25 -  (Moor)
9. One Good Reason - 5:39 -  (Moor)
10. Wish You Were Her - 3:50 -  (Copyright Control, Moor)
11. Of This Goodbye - 5:40 -  (Moor)